# Télé-psychologie
La télé-psychologie, ou psychologie en ligne (psychologie par téléphone, psychologie par Internet), désigne les actes psychologiques réalisés de façon dématérialisée à distance. Plusieurs numéros anti-suicide sont également mis à disposition du public. Il existe également d'autres services proposant un soutien émotionnel par courriel ou messagerie instantanée.

## Besoins
Que ce soit par manque de temps, de moyens financiers, ou d’une pathologie qui rend les déplacements difficiles, une partie importante de la population n’a pas accès aux services d’un psychologue. Il ne faut également pas oublier que le marché des psychologues est en France (ce qui est une particularité) extrêmement saturé[réf. nécessaire] et que les psychologues recherchent à augmenter le nombre de leurs consultations. Afin de combler ces besoins, et à partir des années 1970, les psychologues commencent à proposer des solutions alternatives à la consultation en cabinet au cas par cas. Avec des balbutiements pendant le minitel, la révolution numérique entraîne le passage à des serveurs vocaux téléphoniques à la fin des années 1990, à l’utilisation de logiciels tiers pour la téléconsultation ou le chat textuel — (avec MSN et Skype, par exemple — et la création de plateformes vidéos intégrées (all in one).
Le psychanalyste genevois, Jean-Christophe Bétrisey, attire l’attention sur la nécessité d’être extrêmement prudent avec la thérapie en ligne. Dans une interview radiophonique du 09.04.2019 sur les ondes de la RTS, il présente son point de vue que nous pourrions résumer ce cette manière. 
Les avantages sont, par exemple, l’accès aux soins des personnes à mobilité réduite ou aux expatriés, parfois, la réticence à surmonter pour rechercher de l’aide est moins grande que pour les consultations en face à face et il arrive que les barrières sociales tombent.
Les inconvénients sont la difficulté à avoir une réaction appropriée face à des situations de crise, à la complexité de la confidentialité des données, l’impossibilité de poser un diagnostic fiable, à des offres de professionnels douteux et il conclut en disant que « si le thérapeute éthique n’est pas en ligne, qui est-ce ? ».
Sur le plan technique, il aborde également la question du processus thérapeutique (le déplacement, l’attente, le paiement ou encore le transfert).

## Types
- Téléconsultation, qui a pour objet de permettre à un psychologue de donner une consultation à distance à un patient ;
- Télé-expertise, qui a pour but au psychologue d’évaluer un individu.

## Efficacité
Des chercheurs commencent leurs études concernant la constante croissance des demandes d'aide à distance par téléphone. Un corps de recherche existe comparant l'efficacité entre consultation téléphonique et conseil en face-à-face sans traitement. Une étude démontre que la moitié des clients (58 %) ayant fait l'expérience de la consultation téléphonique et du face-à-face préfèrent la consultation téléphonique. Une étude effectuée en 2002 démontre que l'efficacité de la consultation téléphonique est aussi efficace que le rendez-vous en personne. La consultation téléphonique fait ses preuves chez les individus diagnostiqués de la dépression à l'agoraphobie. Les limites et les contre-indications sont, en particulier, les crises aiguës, les crises suicidaire, les psychoses, les hallucinations, les délires, les patients ayant besoin de médication, l'impossibilité d’établir un diagnostic à distance ou encore la difficulté de mettre en place un plan d’urgence.